# Morgan Super 3
La Morgan Super 3 è un'autovettura sportiva a 3 ruote prodotta dalla casa automobilistica britannica Morgan Motor Company dal 2022

## Profilo e contesto

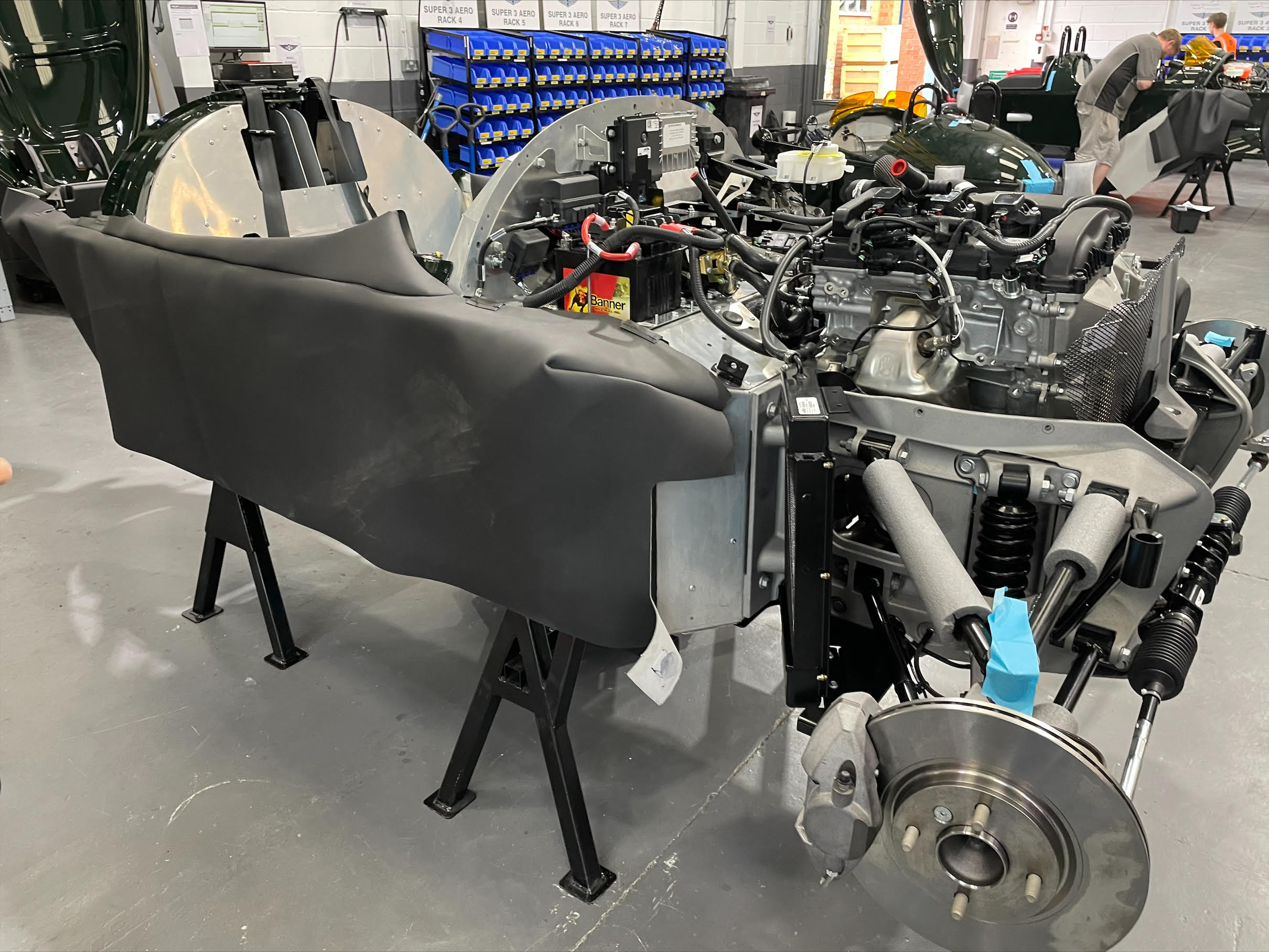
Dettagli del telaio e della meccanica

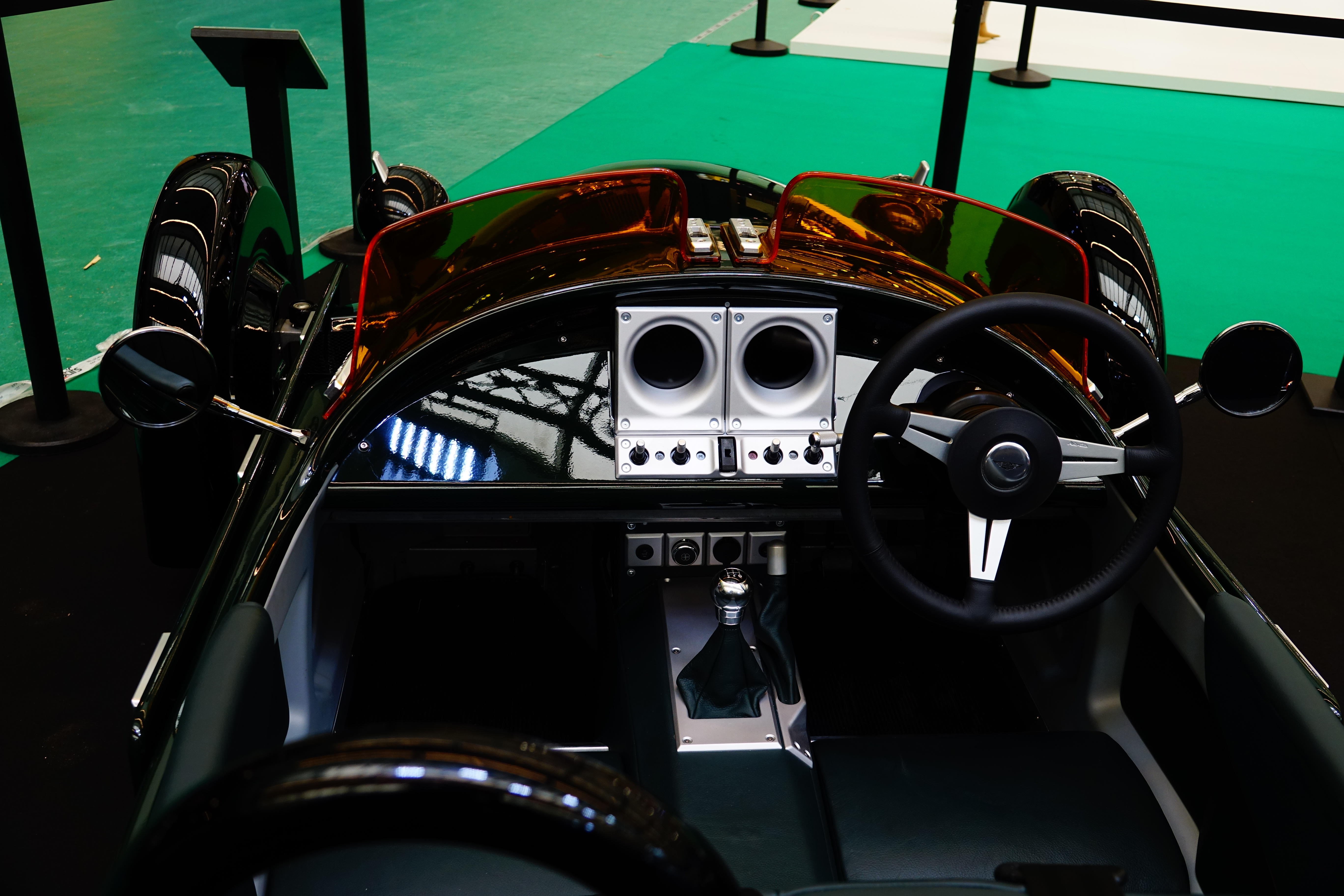
Interni

Dopo che la produzione della precedente 3-Wheeler è stata interrotta alla fine del 2021, la Morgan ne ha presentato l'erede il 24 febbraio 2022 chiamandola Super 3.
La Super 3 è basata sulla piattaforma in alluminio CX-Generation, già utilizzata dalle Morgan Plus Four e Plus Six. Rispetto al modello precedente, il nuovo telaio ne aumenta la stabilità e consente di avere maggiore spazio per i passeggeri. Come per l'antenata, la Super 3 si distingue per il layout a tre ruote, di cui due davanti sterzanti e una dietro di trazione che muove il veicolo.
La vettura è totalmente priva di portiere, tettuccio e finestratura, ma ci sono due piccoli parabrezza che fungono da deflettori d'aria per proteggere dal vento i passeggeri. Tutto l'abitacolo e l'annessa la strumentazione completamente digitale, è certificata secondo gli standard IP64 d'impermeabilità contro polvere e d'acqua. I sedili sono installati e fissati direttamente alla scocca e non possono essere spostati, con solo i pedali e il piantone dello sterzo che possono essere regolati per adattare la posizione di guida alla statura del conducente.
A spingere la vettura c'è un motore di derivazione Ford a tre cilindri in linea a benzina aspirato con una cilindrata di 1432 cm³ e una potenza di 87 kW (118 CV), installato longitudinalmente nel cofano anteriore. Il cambio è manuale a 5 marce, derivato dalla Mazda MX-5. La trasmissione finale è a cinghia dentata rinforzata. Grazie anche al peso di soli 635 kg a secco, la Super 3 impiega sette secondi per raggiungere lo 0 a 60 mph mentre la velocità massima si attesta sui 210 km/h.